# Agusan do Sul
Agusan do Sul é um província de  primeira classe de renda da província (d) na região Caraga (Região XIII), nas Filipinas. De acordo com o censo de 1 de maio  de  2020 possui uma população de 739 367 pessoas e 173 962 domicílios.
A sua capital é Prosperidad.

## Subdivisões
Municípios
- Bunawan
- Esperanza
- La Paz
- Loreto
- Prosperidad
- Rosario
- San Francisco
- San Luis
- Santa Josefa
- Sibagat
- Talacogon
- Trento
- Veruela

Cidades
- Bayugan